# Anni 260 a.C.
Gli anni 260 a.C. sono il decennio che comprende gli anni dal 269 a.C. al 260 a.C. inclusi.

## Nati
- Attalo I, sovrano († 197 a.C.)267 a.C.

- 25 dicembre - Berenice II, regina († 221 a.C.)

- Gelone II, siceliota († 216 a.C.)265 a.C.
- Seleuco II, sovrano († 226 a.C.)262 a.C.
- Apollonio di Perga, matematico e astronomo greco antico († 190 a.C.)
- Areo II, sovrano spartano († 254 a.C.)260 a.C.
- Publio Cornelio Scipione, militare e politico romano

## Morti
- Arsinoe II, regina egizia266 a.C.
- Mitridate I del Ponto, re265 a.C.
- Areo I, sovrano spartano
- Quinto Fabio Massimo Gurgite, politico e militare romano
- Menedemo di Eretria, filosofo greco antico (n. 339 a.C.)263 a.C.
- Filemone di Siracusa, poeta e drammaturgo siceliota (n. 361 a.C.)
- Filetero, sovrano (n. 343 a.C.)
- Zenone di Cizio, filosofo greco antico261 a.C.
- Antioco I, sovrano260 a.C.
- Milone di Taranto, militare greco antico (n. 310 a.C.)
- Oronte III, sovrano
- Timocari, astronomo e filosofo greco antico
- Zhao Kuo, generale cinese